# Progetto micidiale
Progetto micidiale (The Internecine Project) è un film di spionaggio del 1974 diretto da Ken Hughes e interpretato da James Coburn e Lee Grant.
Il film è ambientato a Londra nei primi anni '70 e racconta la storia dell'agente segreto Robert Elliot che, per eliminare ogni legame con il suo passato, escogita e realizza un piano intelligente in cui i suoi quattro ex soci si uccideranno a vicenda la stessa notte.

## Trama
Il professor Robert Elliot è uno stimato accademico che sembra totalmente dedito alle scienze ma è in realtà un agente segreto. Durante un programma televisivo incontra la giornalista Jean Robertson con cui ha avuto una relazione anni prima e riallaccia i rapporti con lei, seppur inizialmente titubante. Egli dipende dal suo capo E.J. Farnsworth, un importante uomo politico statunitense, il quale gli consiglia di eliminare quattro agenti che sono stati compromessi e che sono a conoscenza delle attività dell'organizzazione. I quattro agenti sono:
- Alex Hellman: un funzionario statale che ha dato delle informazioni del governo a Elliot.
- Bert: Un massaggiatore che ha dato informazioni ad Elliot dai suoi clienti ricchi industriali.
- Christina: una prostituta di alta classe che ha dato informazioni a Elliot carpite dai suoi clienti.
- David Baker: uno scienziato ricercatore che ha beneficiato dei soldi di Elliot per la produzione di un'arma che usa il suono per uccidere.

Egli escogita un ingegnoso piano (piano ABCD, dall'iniziale dei nomi dei soci) per non eseguire direttamente gli omicidi: mette i quattro l'uno contro l'altro, usando anche il ricatto, ed uno dei delitti sarà compiuto inconsapevolmente, piazzando nell'appartamento di uno di loro l'apparecchio ad ultrasuoni dagli effetti letali, con l'aspetto di una telecamera,  sviluppato da Baker.
Il piano comincia ed Elliot controlla i movimenti degli agenti attraverso squilli di telefono prestabiliti, che dovranno dare il segnale di uscita di casa, di inizio e fine missione e di rientro. Nell'arco della nottata il piano viene eseguito ed i quattro soci vengono tutti uccisi.
Qualche giorno dopo Elliot, in procinto di partire per Washington dove ricoprirà un importante ruolo pubblico, riceve la visita di Jean che gli rimprovera la sua amicizia con Farnsworth e che sul suo giornale scriverà delle attività in cui i due sono coinvolti. Il professore si disinteressa delle minacce e parte. Sull'automobile che lo conduce all'aeroporto, apre una busta in cui è contenuto un libretto dove è scritto un messaggio di Farnsworth, che si complimenta con lui per la riuscita della missione, ma il messaggio prosegue ed il politico aggiunge che ora egli rappresenta un pericolo per lui e che le pagine del libretto sono avvelenate; Elliot si accorge troppo tardi che Farnsworth ha deciso di eliminarlo e giunge all'aeroporto cadavere.